# Jaskinia Mysia (Tatry)
Jaskinia Mysia – jaskinia w Dolinie Kościeliskiej w Tatrach Zachodnich. Ma trzy otwory wejściowe znajdujące się w masywie Raptawickiej Turni na wysokości około 1100 metrów n.p.m. Wraz z jaskinią Dziura pod Raptawicą jest częścią systemu Jaskinia Mysia – pod Raptawicą. Jest to jaskinia pozioma, a jej długość wynosi 155 metrów.

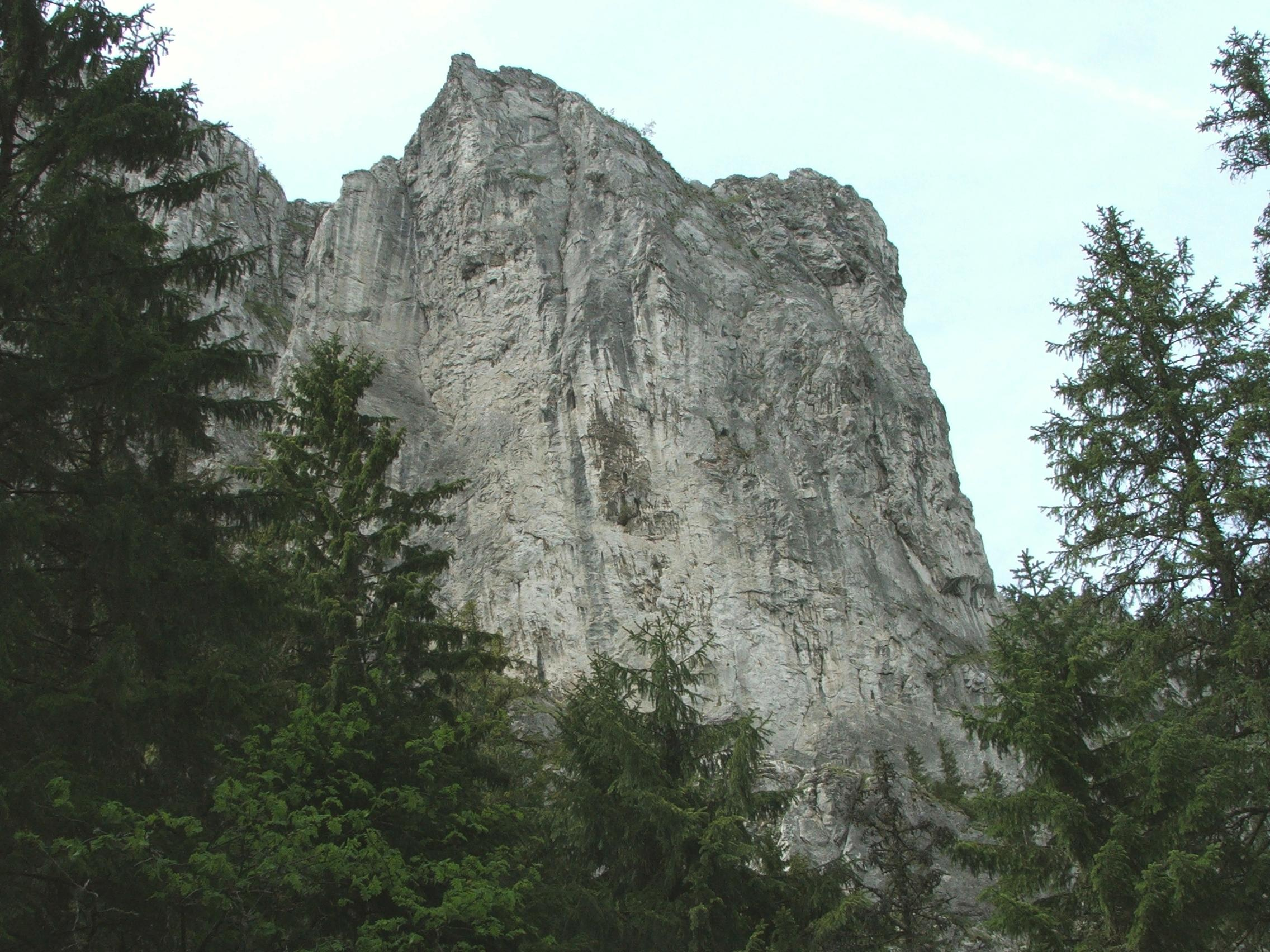
Raptawicka Turnia

## Opis jaskini
Jaskinia tworzy zawiły labirynt niezwykle ciasnych korytarzyków z licznymi zaciskami. Otwory wejściowe są położone obok siebie.
Wchodząc którymkolwiek otworem, dochodzi się do niewielkiej salki, gdzie  filar skalny rozdziela drogę do dwóch pozostałych otworów. Z salki odgałęziają się ciągi:
1/ na wprost zaczyna się krótki korytarzyk, który zaraz zakręca na prawo i powraca do salki.
2/ idąc w kierunku otworu północnego, a nie dochodząc do niego, można skręcić do ciągu z kilkoma odnogami. Najdłuższy z nich prowadzi do połączenia z jaskinią Dziura pod Raptawicą.
3/ korytarz na lewo prowadzi do skrzyżowania, skąd odchodzą ciągi:
- na północ ciąg zakończony szczeliną. Od niego odgałęzia się wcześniej  salka, z której  idą korytarzyki do pierwszej salki.
- na południowy wschód korytarz prowadzi do bardzo niskiej części jaskini idącej w stronę powierzchni. Zaraz na początku odgałęzia się tu korytarzyk, uchodzący w korytarzu przy pierwszej salce.
- na południe prowadzi najszerszy w jaskini korytarz. Dochodzi się nim do węzła skrzyżowań:

1. na północny zachód biegnie ciąg, zakręcający niebawem na lewo (zaraz za zakrętem odchodzi korytarzyk, powracający do tego ciągu) i prowadzący do skrzyżowania. Na zachód krótki korytarz idzie do poprzecznie biegnącego ciągu. Na północny wschód kończy się on niedostępną szczeliną, a na południe prowadzi do zacisku i wraca do węzła skrzyżowań.
2. odchodzą stąd również dwa korytarze połączone trzema poprzecznymi ciągami. Od pierwszego z nich biegnie ciąg kończący się ślepo. Od drugiego – zaraz na lewo można przejść do części jaskini blisko powierzchni[1].

## Przyroda
W jaskini można spotkać nacieki grzybkowe, mleko wapienne, polewy, drobne stalaktyty.
Ściany są mokre. Jaskinię zamieszkują nietoperze i gryzonie.

## Historia odkryć
Jaskinia znana była od dawna. Jan Gwalbert Pawlikowski napisał w 1887 roku o znajdujących się w tym rejonie: ujściach ciasnych jam, niezmiernie rozgałęzionych.
Jaskinię zbadali w październiku 1957 roku H. Sobol i J. Bieniaszewski oraz Kaleta i A. Sroczyński.
We wrześniu i październiku 2015 roku Jakub Nowak, Sylwia Gołosz, Marcin Urban i Michał Pawlikowski odkryli nowe korytarze w Dziurze pod Raptawicą i znaleźli połączenie z Jaskinią Mysią.